# Evropská lidová strana (politická skupina)
Evropská lidová strana (anglicky European People's Party Group) je křesťanskodemokratická politická skupina v Evropském parlamentu. Je průkopníkem projektu Evropského společenství. Odkazuje na osobnosti jako je Robert Schuman, Alcide de Gasperi a Konrad Adenauer. Skládá se z poslanců stran, které jsou členy Evropské lidové strany a několika nezávislých poslanců, kteří jsou rozděleni podle politické příslušnosti. V současnosti je největší politickou skupinou v Evropském parlamentu. Z českých politických subjektů jsou jejími členy strany TOP 09 a KDU-ČSL a hnutí STAN.

## Historie
Předchůdcem skupiny jsou Křesťanští demokraté, kteří se zformovali v roce 1953 ve Společném shromáždění Evropského společenství uhlí a oceli. V roce 1976 vznikla oficiálně v Lucemburku nadnárodní Evropská lidová strana a všechny strany skupiny Křesťanských demokratů se staly postupně jejími členy. Po vytvoření Evropského parlamentu se jako jediná zúčastnila prvních voleb do něj v roce 1979.
V letech 1999–2009 skupina zahrnovala i konzervativní Evropské demokraty a nazývala se Evropská lidová strana - Evropští demokraté (EPP-ED). Po volbách v roce 2009 (kde strany skupiny EPP-ED mírně oslabily) se strany Evropských demokratů (včetně české ODS) rozhodly vytvořit vlastní Evropskou konzervativní a reformní skupinu.

### Zakládající strany
- Belgie: Christelijke Volkspartij (CVP) a Parti Social Chrétien (PSC)
- Francie: Centre des Démocrates Sociaux (CDS)
- Irsko: Fine Gael (FG)
- Itálie: Democrazia Cristiana (DC)
- Lucembursko: Christlich-Soziale Volkspartei (CSV)
- Nizozemsko: Katholieke Volkspartij (KVP), Christelijk Historische Unie (CHU) a Antirevolutionaire Partij (ARP)
- Německo: Christlich Demokratische Union (CDU) a Christlich-Soziale Union (CSU)

## Členské strany

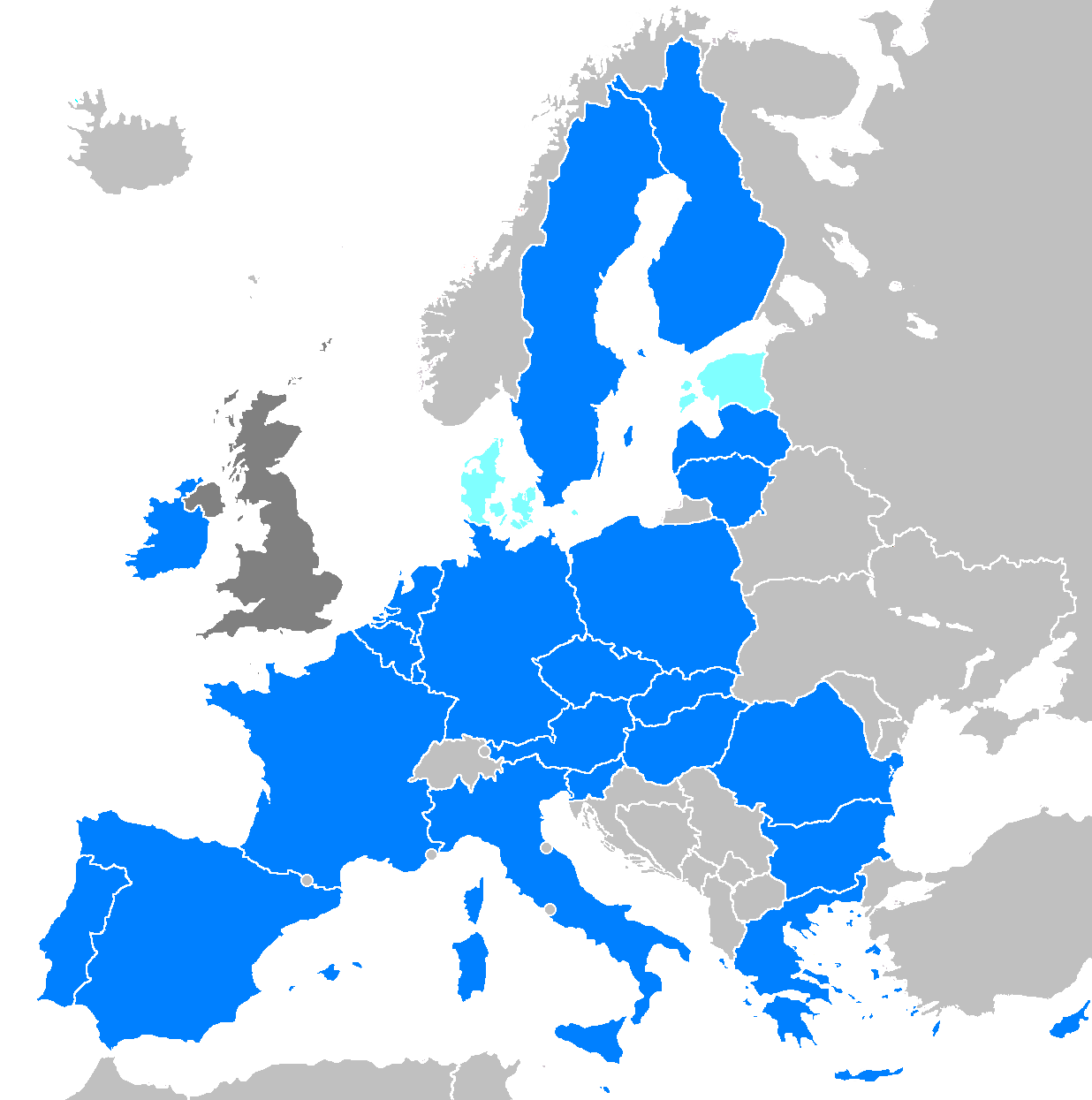
EPP má europoslance z 26 států, z toho 24 s více než jedním poslancem (modrá) a dva státy s jedním europoslancem (světle modrá).

| Země           | Strany                                               | Evropská strana | 2004–2009 | 2009–2014 | 2014–2019 |
| -------------- | ---------------------------------------------------- | --------------- | --------- | --------- | --------- |
| Rakousko       | Rakouská lidová strana                               | EPP             | 6         | 6         | 5         |
| Belgie         | Křesťanští demokraté a Vlámsko                       | EPP             | 4         | 3         | 2         |
| Belgie         | Humanistický demokratický střed                      | EPP             | 1         | 1         | 1         |
| Belgie         | Křesťansko-sociální strana                           | žádná           | 1         | 1         | 1         |
| Bulharsko      | Občané pro evropský rozvoj Bulharska                 | EPP             | 5         | 5         | 6         |
| Bulharsko      | Svaz demokratických sil                              | EPP             | -         | 1         | 1         |
| Kypr           | Demokratické shromáždění                             | EPP             | 2         | 2         | 2         |
| Kypr           | Evropská strana                                      | EPP             | 1         | -         | -         |
| Česko          | KDU-ČSL                                              | EPP             | 2         | 2         | 3         |
| Česko          | TOP 09                                               | EPP             | -         | -         | 3         |
| Česko          | Starostové a nezávislí                               | žádná           | -         | -         | 1         |
| Dánsko         | Konzervativní lidová strana                          | EPP             | 1         | 1         | 1         |
| Estonsko       | Unie pro vlast a republiku                           | EPP             | 1         | -         | 1         |
| Finsko         | Národní koalice                                      | EPP             | 4         | 3         | 3         |
| Finsko         | Křesťanští demokraté                                 | EPP             | -         | 1         | -         |
| Francie        | Unie pro lidové hnutí                                | EPP             | 17        | 29        | 20        |
| Německo        | Křesťanskodemokratická unie                          | EPP             | 40        | 34        | 29        |
| Německo        | Křesťansko-sociální unie Bavorska                    | EPP             | 9         | 8         | 5         |
| Řecko          | Nová demokracie                                      | EPP             | 11        | 8         | 5         |
| Irsko          | Fine Gael                                            | EPP             | 5         | 4         | 4         |
| Itálie         | Forza Italia                                         | EPP             | 16        | -         | -         |
| Itálie         | Lid svobody                                          | EPP             | -         | 29        | -         |
| Itálie         | Unie středu                                          | EPP             | 5         | 5         | 1         |
| Itálie         | Forza Italia                                         | EPP             | -         | -         | 13        |
| Itálie         | Lidová alternativa                                   | EPP             | -         | -         | 2         |
| Itálie         | Jihotyrolská lidová strana                           | EPP             | 1         | 1         | 1         |
| Itálie         | Unie demokratů pro Evropu                            | EPP             | 1         | -         | -         |
| Itálie         | Strana důchodců                                      | ED              | 1         | -         | -         |
| Lotyšsko       | Občanská unie                                        | žádná           | -         | 2         | -         |
| Lotyšsko       | Nová éra                                             | EPP             | 2         | 1         | -         |
| Lotyšsko       | Lidová strana                                        | EPP             | 1         | -         | -         |
| Lotyšsko       | Jednota                                              | EPP             | -         | -         | 4         |
| Litva          | Vlastenecký svaz - litevští křesťanští demokraté     | EPP             | 2         | 4         | 2         |
| Lucembursko    | Křesťanskosociální lidová strana                     | EPP             | 3         | 3         | 3         |
| Malta          | Partit Nazzjonalista                                 | EPP             | 2         | 2         | 3         |
| Nizozemsko     | Křesťanskodemokratická výzva                         | EPP             | 7         | 5         | 5         |
| Polsko         | Občanská platforma                                   | EPP             | 15        | 25        | 19        |
| Polsko         | Polská lidová strana                                 | EPP             | 4         | 3         | 4         |
| Portugalsko    | Strana sociálně demokratická                         | EPP             | 7         | 8         | 6         |
| Portugalsko    | Demokratické a společenské centrum / Lidová strana   | EPP             | 2         | 2         | 1         |
| Rumunsko       | Partidul Democrat-Liberal                            | EPP             | 13        | 10        | 5         |
| Rumunsko       | Demokratický svaz Maďarů v Rumunsku                  | EPP             | 2         | 3         | 2         |
| Rumunsko       | Lidové hnutí                                         | EPP             | -         | -         | 2         |
| Rumunsko       | Národně liberální strana (v roce 2014 odchod z ALDE) | žádná           | -         | -         | 4         |
| Rumunsko       | Elena Băsescuová (poznámka: nezávislý kandidát)      | žádná           | -         | 1         | -         |
| Slovensko      | Slovensko                                            | EPP             | -         | -         | -         |
| Slovensko      | Křesťanskodemokratické hnutí                         | EPP             | 3         | 2         | 2         |
| Slovensko      | Demokraté                                            | EPP             | -         | -         | -         |
| Slovinsko      | Slovinská demokratická strana                        | EPP             | 2         | 2         | 3         |
| Slovinsko      | Nové Slovinsko - Křesťanská lidová strana            | EPP             | 2         | 1         | 1         |
| Slovinsko      | Slovinská lidová strana                              | EPP             | -         | -         | 1         |
| Španělsko      | Lidová strana                                        | EPP             | 24        | 23        | 16        |
| Španělsko      | Katalánská demokratická unie                         | EPP             | -         | -         | 1         |
| Švédsko        | Umírněná koaliční strana                             | EPP             | 4         | 4         | 3         |
| Švédsko        | Křesťanští demokraté                                 | EPP             | 1         | 1         | 1         |
| Celkem EPP     | Celkem EPP                                           | Celkem EPP      | 246       | 261       | 215       |
| Celkem ED      | Celkem ED                                            | Celkem ED       | 38        | -         | -         |
| Celkem ostatní | Celkem ostatní                                       | Celkem ostatní  | 4         | 4         | 5         |
| Celkem         | Celkem                                               | Celkem          | 288       | 265       | 220       |